# Abbaye de Seeon
L’abbaye de Seeon est une ancienne abbaye bénédictine, dans la commune de Seeon-Seebruck, dans le Land de Bavière.

## Histoire
L'abbaye de Seeon est fondée en 994 par le comte palatin Aribon Ier (de) et son épouse Adala (de) dans le cadre du mouvement réformateur lorrain-gorzien de l'ordre bénédictin comme une abbaye double. Des bénédictins de Saint-Emmeram à Ratisbonne s'y installent. La première cellule de l'église Saint-Lambert (de) est construite cette année. L'abbaye se situe sur une île du lac, où se trouve également le village de Seeon. En 999, l'empereur Otton III donne sa protection à l'abbaye et le statut d'abbaye impériale, qu'elle perd en 1201 lorsque le roi romano-allemand Philippe de Souabe fait don de l'abbaye à l'archevêque de Salzbourg Éberhard (de). L'ordre féminin disparaît ensuite.
Dès le Xe siècle, les bénédictins développent un important scriptorium dans lequel des manuscrits sont produits non seulement pour son propre usage, mais aussi pour d'autres abbayes et églises. Le client le plus important est l'empereur Henri II, qui fait don d'une partie des livres au diocèse de Bamberg qu'il fonde.
L'abbaye a des bureaux administratifs dans les prieurés de Mühldorf, de Kling, de Sinning et de Trostberg.
Vers la fin du XIe siècle, un nouveau monastère est construit de style roman. Cependant, ce bâtiment n'existe que pendant près d'un siècle. L'église, qui existe encore pour l'essentiel aujourd'hui, est construite vers 1180 avec une abside à l'extrémité orientale.
L'abbé de Seeon reçoit le droit de porter les vêtements pontificaux en 1412. L'église abbatiale est reconstruite de 1428 à 1433 par Konrad Pürkhel de Burghausen dans le style gothique tardif. La basilique romane à colonnes est voûtée et reçoit un nouveau chœur.
Martin II Kötterlein, abbé de 1576 à 1590, est considéré comme le "deuxième fondateur" de l'abbaye en raison de ses vastes réformes spirituelles et économiques, en réponse aux graves dommages économiques sous ses prédécesseurs. La peinture de l'église est unique avec les fresques de la Renaissance de 1579. Outre des scènes de la vie du Christ et de Marie, elles montrent également, entre autres, les saints patrons Benoît et Lambert et les fondateurs du monastère Aribon et Adala. La pierre tombale en marbre rouge est celle de l'abbé Honoratus Kolb, qui dirige l'abbaye de 1634 à 1652, ainsi que les pierres tombales des abbés des XVe siècle et XVIe siècle alignées sur les murs de la chapelle du château. Au milieu de la salle se trouve le tombeau du donateur du comte palatin Aribon Ier, réalisé vers 1400 par Hans Heider. Le cloître du monastère rénové peut également être visité.
La Vierge à l'Enfant de Seeon est créée en 1433 par le Maître de Seeon (de). Elle se trouve au Musée national bavarois de Munich depuis 1855 et une copie se trouve depuis 1947 sur le maître-autel de l'église paroissiale actuelle de Seeon. Il y a aussi une Madone encore plus ancienne datant de 1380 dans la sacristie de l'église de Seeon.
L'église ne possède à l'origine qu'un seul clocher, à savoir le clocher au nord (sur le modèle de l'abbaye de Frauenchiemsee (de)). Le deuxième clocher est ajouté à la fin du XIIe siècle. Les clochers romans rappellent la cathédrale de Freising et, comme ceux de la cathédrale Notre-Dame de Munich, sont dotés de clochetons en forme d'oignon en cuivre, ajoutés après un incendie en 1561. Le clocher nord (sans horloge) abrite une cloche en bronze à quatre cloches d'importance historique dans la séquence f1-a1-c2-d2. Les cloches furent coulées en 1558, 1561 et 1989. De 1657 à 1670, l'église est agrandie pour inclure une sacristie dans la chapelle Sainte-Marie, le chœur de prière et une crypte sous la chapelle Sainte-Barbe.
Jusqu'à la sécularisation, l'abbaye bénédictine de Seeon est aussi un lieu d'apprentissage et de culture : Haydn y est un hôte et Mozart y travaille entre 1767 et 1769. Mozart y joue des offertoires jusqu'en 1771, écrit deux offrandes spécifiquement pour l'abbaye de Seeon : Scande coeli limina (KV 34 ; 1769) et Inter natos Mulierum (KV 72 ; 1771). Le chêne, sous lequel, selon la tradition, il aimait s'asseoir, pousse encore aujourd'hui sur le lac Seeon.
En 1803, l'abbaye est dissoute et la propriété est vendue aux enchères par l'électorat de Bavière. Le boulanger munichois Franz Xaver Distler acquiert la plupart des bâtiments. L'église Saint-Lambert est désignée comme église paroissiale de la ville voisine de (Nieder-)Seeon. Les bâtiments du monastère sont ensuite utilisés comme brasserie et station thermale. L'hospice et la bibliothèque sont démolis et une chaussée est construite vers la terre.
Amélie de Leuchtenberg, ancienne impératrice du Brésil, acquiert les anciens bâtiments du monastère en 1852. Ils restent en possession des ducs de Leuchtenberg jusqu'en 1934. Ensuite, l'industriel Max Wiskott achète aux enchères le complexe du monastère et le loue au NSDAP pour y créer une école SA et des centres de formation pour le Reichsarbeitsdienst. À partir de 1945, Seeon fonctionne d'abord comme hôpital militaire, puis comme camp de réfugiés. De 1958 à 1978, l'abbaye est une école pour la Garde frontière fédérale puis une caserne pour la police anti-émeute bavaroise (de). À partir de 1979, l'archidiocèse de Munich et Freising achète les lieux afin d'empêcher une rumeur d'achat imminent par la secte Bhagwan, mais ne parvient pas à une transformation des bâtiments dégradés.
En 1986, le complexe immobilier est acquis par le district de Haute-Bavière. En 1993, après une longue période de rénovation et de modernisation, il rouvre ses portes en tant que centre culturel et éducatif doté d'un hôtel de conférence. Aujourd'hui, des concerts et des expositions ainsi que des séminaires, des conférences et des ateliers y sont organisés. Depuis 2017, a lieu ici la retraite du groupe régional CSU du Bundestag, qui se trouvait auparavant à Wildbad Kreuth.

## Liste des abbés de Seeon
1. Adalbert, 994
2. Gerhard (de), 1004, 1020
3. Gunther I.
4. Gaminold, 1026
5. Hartnid
6. Engilbert
7. Gerold
8. Eberhard
9. Rudolf, † 1102
10. Gunther II., 1139
11. Albert
12. Bernhard, 1140
13. Wolfger, 1144
14. Irimbert (de), 1147
15. Haimo, vers 1157
16. Siboto, 1169, 1180
17. Alban, 1195
18. Hartmann, 1205
19. Heinrich I., 1216, 1218
20. Ulrich I. Bartenhauser, 1238, 1247
21. Albert, 1257, 1266
22. Dietrich I., 1275, 1284
23. Heinrich II., 1289, † 1303
24. Peter I., 1309, † 1311
25. Dietrich II., 1312, † 1318
26. Heinrich III., 1319–1348
27. Rupert, 1351
28. Conrad Schalkner, † 1374
29. Peter II. Kienberger, 1376
30. Friedrich, 1384
31. Simon Farcher, 1385–1412
32. Erhard I. Farcher 1412-1438
33. Wilhelm Höpf, 1438–1442
34. Johann Heuppel, 1442–1476
35. Balthasar I., Abt 1476–1480
36. Erhard II. Manseer/Mondseer, 1480–1489
37. Balthasar II., 1490–1492
38. Franz (Franziskus) Wider, 1492–1521
39. Hieronymus, 1521–1529
40. Georg Neunhauser, 1529–1533
41. Martin I., 1533–1549
42. Heinrich IV. Hunger, 1549–1569
43. Wolfgang Finauer, 1569–1575 (démissionnaire)
44. Martin II. Kötterlein, 1576-1590
45. Paul Manazeder, 1590-1602
46. Benedikt Fischer (Piscator), 1602-1609
47. Sigmund (Sigismund) Dullinger, 1609–1634
48. Honoratus Kolb, 1634–1653
49. Columban I. Freitlsperger, 1653–1665
50. Romanus Müller, 1665–1671
51. Adalbert II. Gruber, 1671–1694
52. Marian Berger, 1694–1701
53. Columban II. Freitlsperger, 1701–1727
54. Rufin Mayr, 1727–1753
55. Benedikt II. Reicherseder, 1753–1760
56. Augustin Sedlmayr, 1760–1793
57. Lambert Neusser, 1793-1806